# باشگاه فوتبال آولینو
باشگاه فوتبال آولینو (انگلیسی: U.S. Avellino ۱۹۱۲) یک باشگاه فوتبال ایتالیایی است که در شهر آولینو کامپانیا قرار دارد. این باشگاه در فصل۲۰۱۷_۲۰۱۸ در سری بی فوتبال ایتالیا بازی می‌کند.